# Zentani Muhammad az-Zentani
Zentani Muhammad az-Zentani (Trípoli, 4 de dezembro de 1944 – Cairo, 26 de maio de 2025) foi o secretário-geral da Líbia, de 1992 até 2008. Na prática ele tinha muito pouco poder, pois o controle do país estava à época nas mãos de Muammar al-Gaddafi. Ele foi da tribo Qadhadhfa.

## Mandato
O mandato de Az-Zentani como secretário-geral da Assembleia Geral do Povo começou em 17 de novembro de 1992, durante o período da Líbia sob Muammar al-Gaddafi (1 de setembro de 1969 a 25 de agosto de 2011).
Sua posição era considerada uma figura cerimonial, pois seu poder político era limitado, dado o controle de fato exercido sobre ela pelo líder e guia da revolução Muammar Gaddafi. Como seus antecessores e sucessores, ele desempenhou um papel menor no poder exercido por Gaddafi, o chefe de fato do estado da Jamahiriya (árabe: جماهيرية, também transliterado como Jamahiriya), um termo árabe geralmente traduzido como "Estado das massas" sendo o nome oficialmente dado ao Estado da Líbia desde a "Declaração de Sabha" em 2 de março de 1977até 20 de outubro de 2011.
No entanto, ao encenar o poder político, az-Zentani viajou por ocasião de inaugurações de monumentos ou durante eventos culturais ou religiosos. Seu mandato terminou em 3 de março de 2008,[ três anos antes do início da Guerra da Líbia que encerrou a Jamahiriya.

O trabalho de infraestrutura mais notável durante os anos do governo de az-Zentani foi o Grande Rio Artificial.